# Сеня ди Бонавентура
Сèня ди Бонавентура (на италиански: Segna di Buonaventura; * ок. 1280, Сиена, Сиенска република, † 1331, пак там) е италиански художник от Сиенската школа, документиран от 1298 г. до 1326 г. в Сиена, представител на творците от първата половина на 14 век (т. нар. „Треченто“).

## Биография
Сеня е син на Бонавентура, брат на знаменития сиенски художник Дучо ди Буонинсеня, т.е. той му се пада племенник, затова се обучава на живописно изкуство в работилницата на своя чичо. Всички произведения, на които има негов подпис, са в руслото на маниерите на Дучо. Изследователите единодушно считат, че Сеня работи в ателието на Дучо и отлично изучава неговия стил и творчески тайни. В полза на това говори фактът, че след кончината на Дучо  през 1319 г. на Сеня е поръчана реставрация на олтарната картина „Маестà“, създадена от неговия велик родственик през 1302 г. за Капелата на Деветимата (Съветът на Деветимата е висш правителствен орган на Сиена). Тази „Маест°“ не е съхранена. Съгласно документите тя е първата олтарна картина с предел. С реставрацията на този олтарен образ Сеня ди Бонавентура се занимава между 1319 и 1321 г.

## Синове-художници
Сеня ди Бонавентура има двама сина, които стават също художници – Николо ди Сеня и Франческо ди Сеня. От тях най-голяма известност има Николо, който приема маниера на баща си и стартира самостоятелна кариера между 1325 и 1330 г. Франческо е известен само по архивни документи, макар изследователите да полагат усилия да определят особености на неговия творчески маниер и кръг на неговите възможни творби.

## Наследство
Сеня ди Бонавентура не е богат човек. Съгласно документите от 1318 г. неговото състояние се оценява на не повече от 50 лири. Възможно е неговият труд да не му носи голям доход. На своите синове той оставя доста скромно наследство. Обикновено за дата на смъртта на художника се счита 1331 г: причината е, че от документ от 1332 г. може да се разбере, че към този момент Сеня вече не е между живите.

## Произведения
Направата на изображения на Мадоната е особеност на сиенската живопис. Наред с величествените прослави на Богородица във формата на „Маест°“, където Мадоната се изобразява на трон със свита от ангели и светци, са популярни и други, по-интимни изображения на Богородица. На тези икони тя обичайно е изписана до пояс, а Младенецът Христос приема по-умилителен и игрив образ. Сеня ди Бонавентура е автор на ред такива изображения. Най-ранните се отнасят към 1300–1310-те г. (Ашано, Музей на религиозното изкуства; Минеаполис, Институт за изкуствата). В „Мадонарта с Младенеца“ от 1319 г. (Сиена, църква „Санта Мария дей Серви“) все още се забелязва силното византийско влияние, което се изразява в частност в златните дипли на дрехата на Богородица. В по-късните произведения от тази тематика изследователите забелязват нарастване на влиянието на готическата художествена култура. Това отчасти се проявява в изображение на по естествените дипли на дрехата на Богородица без наложена позлата: „Мадоната с Младенеца“ от Колекцията на Университета на Северна Каролина, Рейли (1320 – 30 г.), „Мадоната с Младенеца“ от Академията за изкуства, Хонолулу (1325 – 30 г.).
- Мадоната с Младенеца. 1320 – 30 г. Колекция на Университет „Северна Каролина“, Райли.
- Мадона с Младенеца. 1325 – 1330 г. Хонолулу, Академия на изкуството.
- Mадона с младенеца (детайл), 1310 г., Минеаполис, Институт за изкуствата
- Мадоната с Младенеца, 1320 – 30 г. Колекция на Университета в Северна Каролина, Рейли.
- Св. Йоан Евангелист, 1320 г., Ню Йорк, Музей „Mетрополитън“

Сеня ди Бонавентура не е толкова известен художник като неговият родственик Дучо ди Буонинсеня или неговият съвременник Симоне Мартини. Той е продължител на семейната художествена традиция, при това е достатъчно консервативен (част от специалистите считат, че той превръща в някакъв „академически канон“ изкуството на Дучо). В неговото творчество изследователите забелязват единствено меко, далеко от радикалност проникване на готическото влияние и скромни опити да обнови съвременния му художествен език, в голяма степен определен по негово време от произведенията на Симоне Мартини. За сметка на това изкуството на Сеня намира свое напълно успешно продължение в произведенията на неговите синове – Николо и Франческо.